# جووانی دل بیوندو

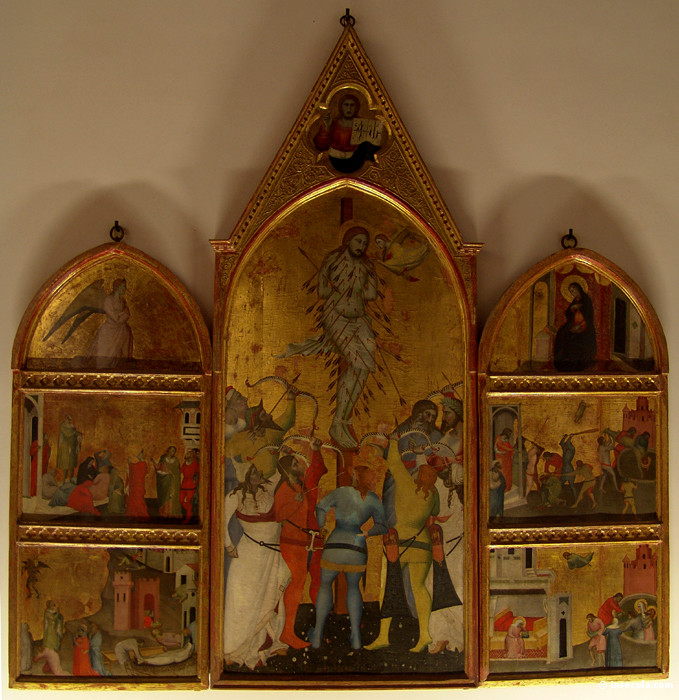
از آثار جووانی دل بیوندو

جووانی دل بیوندو (انگلیسی: Giovanni del Biondo) نقاش اهل کشور ایتالیا در عصر گوتیک و اوایل دورهٔ رنسانس بود. وی در قرن ۱۴ میلادی زندگی می‌کرد.